# 도마 하야테
도마 하야테(일본어: 當麻 颯, 2002년 4월 21일~)는 일본의 축구 선수이다.

## 구단 경력
그는 2018년부터 2019년까지 J3리그의 감바 오사카 U-23에서 뛰었다. 2021년부터 2024년까지 고난 대학에서 활동했다. 2025년 J3리그의 후쿠시마 유나이티드 FC에 입단했다.